# Nguyễn Phúc Ý Phương
Nguyễn Phúc Ý Phương (chữ Hán: 阮福懿芳; 1840 – 1915), phong hiệu Đồng Phú Công chúa (同富公主), là một công chúa con vua Thiệu Trị nhà Nguyễn trong lịch sử Việt Nam.

## Tiểu sử
Hoàng nữ Ý Phương sinh năm Canh Tý (1840), là con gái thứ 24 của vua Thiệu Trị, mẹ là Nhất giai Lương phi Võ Thị Viên. Công chúa Ý Phương là chị em cùng mẹ với Gia Hưng vương Hồng Hưu, An Phúc Quận vương Hồng Kiện, hoàng tử Hồng Bàng, hoàng tử Hồng Thụ và hoàng nữ Minh Tư (chết yểu).
Nguyễn Phúc tộc thế phả và Đại Nam liệt truyện đều không ghi chép gì về hành trạng của công chúa Ý Phương. Năm sinh và năm mất của công chúa đều được căn cứ theo bia mộ của bà.
Công chúa Ý Phương lấy chồng là Phò mã Đô úy Trần Quang Phổ (1839 – 1887), được biết đến với vị danh Phân dõng tướng quân văn thần phò mã. Phò mã Phổ là con trai của Thượng thư bộ Lễ Trần Quang Chung (1801 – 1866). Dựa trên việc công chúa thứ 23 và 25 là Thận Huy và Trinh Huy hạ giá lấy chồng vào năm Tự Đức thứ 8 (1855) và thứ 10 (1857), bà Ý Phương có thể lấy chồng vào khoảng thời gian này.
Năm Tự Đức thứ 22 (1869), phần nhiều các Thái trưởng công chúa (cô của vua) và Trưởng công chúa (chị em của vua) đều được ban phong hiệu, nên có thể đoán bà Ý Phương được sách phong làm Đồng Phú Công chúa (同富公主) vào năm này.
Công chúa Ý Phương mất vào năm 1915, thọ 75 tuổi. Dựa theo những dòng chữ trên bia mộ, công chúa Ý Phương được ban tên thụy là Mỹ Thục (美淑), và người lập mộ cho bà là con trai Trần Quang Nhuận (còn có húy là Trinh). Ông Nhuận làm quan đến chức Tham tri bộ Lễ và Thượng thư bộ Hình.